# Eddie King
Eddie King (21. dubna 1938 – 14. března 2012) byl americký bluesový kytarista, zpěvák a skladatel. Narodil se do hudební rodiny, jeho matka byla zpěvačka v gospelovém sboru a otec kytarista. Počátkem padesátých let se přestěhoval do Chicaga, kde zahájil svou kariéru kytaristy a zpěváka. V šedesátých letech spolupracoval s Willie Dixonem, Sonny Boy Williamsonem II nebo Detroit Juniorem. V roce 1973 se přestěhoval do Peorie, kde žil až do své smrti. Jeho syn Louis „Rumpy“ Milton je také hudebník.